# Irisbus Arway
Irisbus Arway — серия междугородних автобусов, выпускаемых французской компанией Irisbus в чешском городе Високе-Мито.

## Описание
Arway был одноэтажным автобусом для пригородных маршрутов. Он был разработан для замены MyWay (оригинальная модель Iveco) и Ares (оригинальная модель Renault), откуда и произошло название Arway. Автобус также был оснащён системой отопления и кондиционирования воздуха (ОВКВ), системой музыки и оповещения, а также, опционально, пандусом для инвалидных колясок. Он имеет две двери, причём средняя имеет одинарную или двойную ширину.

## История
Первые прототипы были поставлены во Францию в 2006 году. В Италии эта модель эксплуатируется в Пьяченце, Ферраре, Брешии, Лоди, Риме и Неаполе, а в Испании её закупали различные компании общественного транспорта.